# Helicostylum elegans
Helicostylum elegans är en svampart som beskrevs av Corda 1842. Helicostylum elegans ingår i släktet Helicostylum och familjen Mucoraceae.   Inga underarter finns listade i Catalogue of Life.